# Tchula, Mississippi
Tchula, Mississippi (енгл. Tchula) град је у америчкој савезној држави Мисисипи.

## Демографија
По попису из 2010. године број становника је 2.096, што је 236 (-10,1%) становника мање него 2000. године.
| Група             | 2000.         | 2010.         |
| Белци             | 80 (3,4%)     | 33 (1,6%)     |
| Афроамериканци    | 2.237 (95,9%) | 2.037 (97,2%) |
| Азијати           | 0 (0,0%)      | 4 (0,2%)      |
| Хиспаноамериканци | 11 (0,5%)     | 24 (1,1%)     |
| Укупно            | 2.332         | 2.096         |